# Mikhail Pechnia
Mikhail Alekseïevitch Pechnia (en russe : Михаил Алексеевич Пешня, né à Chișinău le 23 octobre 1887 et décédé à Paris 10e le 4 décembre 1937) est un général russe, vétéran de la Première Guerre mondiale et des armées blanches du sud de la Russie lors de la guerre civile russe. Il commanda le régiment d'assaut de Kornilov et la division Markov.

## Biographie

### Formation
Formé à l’institut militaire d’infanterie de Vilnius Pechnia rejoint en 1907 le 73e régiment d’infanterie de Crimée. En 1910 il est de plus diplômé de l’école principale de gymnastique et d’escrime de Saint-Pétersbourg.

### Première Guerre mondiale
Au début de la grande guerre le lieutenant Mikhail Pechnia participe à la formation du 257e régiment d’infanterie d’Eupatoria. Il commande d’abord une compagnie puis un bataillon du régiment et reçoit une épée de Saint-Georges pour son attitude au combat. En août 1916 il est promu capitaine et, le 2 janvier 1917, lieutenant-colonel. En juillet 1917, lors de l’offensive Kerensky, il est promu colonel et prend, fin 1917, le commandement du 257e régiment d’infanterie d’Eupatoria.

### Dans les armées blanches

#### Régiment de Kornilov
Mikhail Pechnia rejoint l’armée des volontaires au cours de l’été 1918. En septembre 1918 il est versé dans le régiment d’assaut de Kornilov. À partir d’octobre 1918 il commande le 3e bataillon du régiment, en décembre il est nommé adjoint du commandant du régiment dont il remplit par intérim les fonctions. Le 29 septembre 1919 il prend le commandement du régiment d’assaut de Kornilov. Celui-ci devient par la suite une division dont Pechnia commande le 1er régiment. À partir du 30 novembre 1919 il devient adjoint du commandant de la division Kornilov puis, le 13 mai 1920, commandant de la division. Fin mai 1920 il est promu général-major.

#### Division de Markov
En novembre 1920 Pechnia reçoit l’Ordre de Saint-Nicolas le Thaumaturge et est nommé commandant de la division Markov. Il ne prend son commandement qu’à Gallipoli après l’évacuation de la Crimée, la division est alors redevenue un régiment.

### Exil
Après l’attente de Gallipoli Pechnia rejoint la Bulgarie avant de s’installer en France en 1926. Il y travaille d’abord comme mineur dans le Nord puis comme ouvrier dans une usine de caoutchouc à Paris. Parallèlement il visite les cours militaires supérieurs du général Golovine et reste commandant du régiment Markov. Au cours de ses dernières années il travaille comme chauffeur de taxi à Paris. Mikhail Pechnia meurt le 4 décembre 1937 des suites d’une lourde opération à l’hôpital Lariboisière.